# 宮城村 (福島県)
宮城村（みやぎむら）は福島県田村郡にかつて存在した村である。

## 地理
- 現在の郡山市の東部に位置する。

## 歴史

### 村域の変遷
- 1889年（明治22年）4月1日 - 町村制施行により、赤沼村・高倉村・上石村・海老根村が合併し田村郡宮城村が発足。
- 1956年（昭和31年）9月1日 - 宮城村は御舘村と合併し中田村が発足。宮城村は消滅。

変遷表
| 1868年 以前 | 1868年 以前 | 明治22年 4月1日 | 昭和31年 9月1日 | 昭和40年 8月1日 | 現在   |
| ----------- | ----------- | --------------- | --------------- | --------------- | ------ |
|             | 赤沼村      | 宮城村          | 中田村          | 郡山市 に編入   | 郡山市 |
|             | 高倉村      | 宮城村          | 中田村          | 郡山市 に編入   | 郡山市 |
|             | 上石村      | 宮城村          | 中田村          | 郡山市 に編入   | 郡山市 |
|             | 海老根村    | 宮城村          | 中田村          | 郡山市 に編入   | 郡山市 |

## 大字
- 赤沼（あかぬま）
- 高倉（たかくら）
- 上石（あげいし）
- 海老根（えびね）

## 人口・世帯

### 人口
総数 [単位： 人]
| 1889年（明治22年） | 2,382 |
| 1920年（大正 9年） | 2,937 |
| 1947年（昭和22年） | 3,762 |

### 世帯
総数 [単位： 世帯]
| 1920年（大正 9年） | 581 |
| 1947年（昭和22年） | 620 |